# Československé doly
Československé doly, národní podnik byl ústřední orgán, který měl formu národního podniku.

## Historie
Československé doly byly zřízeny listinou ministra průmyslu ze dne 7. března
1946, ale jako den vzniku národního podniku byl určen již 16. listopad 1945.
Dne 9. listopadu 1948 byla v deníku Rudé právo zveřejněna informace, že v Československu bylo 16 základních hospodářských oborů, které dostaly v rámci Dvouletého hospodářského plánu úkoly pro období let 1947 a 1948. Počet oborů se postupně zvýšil na 25 jednotek. V čele každého oboru stál Ústřední orgán, který měl funkci direktivní, ale také ekonomickou, protože se spolupodílel na finančních operacích podřízených národních podniků.
Ústřední orgány byly podřízeny jednotlivým ministerstvům.
Podnik byl zrušen v roce 1954.

## Ústřední orgán Československé doly

#### Ústřední orgán Československé doly, národní podnik, Ústřední ředitelství Praha II. Lazarská ulice 7[4]
Ústřední prodejna uhlí, Praha II, Náplavní 6
- Severočeské hnědouhelné doly, národní podnik, Most
- Falknovské hnědouhelné doly, národní podnik, Falknov
- Západočeské uhelné doly, národní podnik, Plzeň, t.č. Zbůch u Plzně
- Středočeské uhelné a železnorudné doly, národní podnik, Kladno
- Východočeské uhelné doly, národní podnik, Trutnov
- Příbramské rudné doly, národní podnik, Příbram
- Jáchymovské doly, národní podnik, Jáchymov
- Ostravskokarvinské kamenouhelné doly, národní podnik, Ostrava
- Rosické a jihomoravské uhelné doly, národní podnik, Zastávka u Brna
- Československé naftové závody, národní podnik, Hodonín

#### Bane a huty na Slovensku, národní podnik, Oblastné riaditelstvo, Bratislava, Mostová 6
- Železnorudné bane, národný podnik, Spišská Nová Ves
- Uholné bane, Prievidza, národný podnik, t.č. Handlová
- Rudné bane a huty na farebné kovy, národný podnik, Bánská Bystrica

## Organizační schéma
Ze seznamu (schématu) není patrné, jaké kompetence mělo Oblastné riaditelstvo v Bratislavě, ale je zřejmé, že na Slovensku vzniklo schéma národních podniků na třech úrovních řízení.
Ústřední orgán (národní podnik) → Oblastné riaditelstvo (národní podnik) → konkrétní národní podnik